# Motorola 680x0
MC680x0/680x0/0x0/m68k/68k/68K — семейство CISC-микропроцессоров компании Motorola, основной конкурент процессоров семейства Intel x86 в персональных компьютерах 1980-х и первой половине 90-х. Перестав использоваться как основа персональных компьютеров в начале 2000-х, семейство продолжает использоваться в секторе встраиваемых решений (хотя это семейство морально устарело и для этого сектора, ибо многими фирмами производятся более доступные и производительные процессоры/контроллеры: ARM (в частности, STM32), AVR32, PIC32 (он же MIPS) и прочие на основе RISC-архитектур). Характерно то, что наиболее современная серия микроконтроллеров DragonBall MX (позже переименованная в i.MX, а также известная как MC9328MX) предназначена для тех же применений, что и ранние серии DragonBall, но основана на процессорном ядре ARM9 или ARM11 вместо Motorola 68000.

## Область применения
Линейка процессоров m68k использовалась на различных системах, от калькуляторов Texas Instruments (TI-89 Titanium, TI-92, Voyage 200), военных терминалов связи ВМФ США AN/USQ-83, до критичных систем управления Спейс Шаттла.
На базе процессоров m68k было построено множество платформ персональных компьютеров, самыми известными из которых являются: Apple Macintosh, Commodore Amiga и Atari ST. Надо отметить, что популярный КПК Palm также изначально использовал процессоры Motorola.
На 2020 год на базе старших моделей этой популярной процессорной линейки (чаще всего используются Freescale ColdFire v5x и DragonBall) проектируются в основном embedded-решения. Архитектура m68k поддерживается операционными системами Debian Linux, NetBSD (архитектуры amiga, atari, cesfic, hp300, luna68k, mac68k, mvme68k, news68k, next68k, sun3, x68k) и OpenBSD (архитектуры amiga и mac68k), также, энтузиастами иногда создаются и обновляются дистрибутивы Linux. Проприетарные ОС AmigaOS 4 и MorphOS поддерживают архитектуру m68k на уровне JIT-эмуляции. Также обновляется классическая AmigaOS для m68k: 1 октября 2018 компания Hyperion Entertainment выпустила AmigaOS 3.1.4, а 30 июня 2019 года выпустила обновлённую AmigaOS 3.1.4.1, которая на 2020 год продаётся через дилерскую сеть. В 2020 году началась разработка AmigaOS 3.2 для архитектуры классической Amiga m68k.

## Архитектура
Язык ассемблера M68k схож с ассемблером PDP-11 и VAX. Несмотря на исключение в виде разделения регистров общего назначения на специализированные регистры адресов и регистры данных, архитектура 68000 во многом — 32-битная версия PDP-11. Несмотря на то, что система команд с самого начала описывает 32-битную машину, первое поколение процессоров (до 68020) имело 16-битное АЛУ, из-за чего иногда процессор описывается как имеющий смешанную битность 16/32. При этом 32-битные команды с данными выполнялись в несколько действий с 16-битным АЛУ, но блок адресации сразу был 32-битным, поэтому индексация памяти и вычисления адресов не страдали по быстродействию с самого начала. Когда в 68020 АЛУ сделали 32-битным, то ничего не надо было делать с уже существующим кодом, чтобы он начал работать «на полной скорости 32 бит».
Набор инструкций значительно более «ортогонален», чем у многих процессоров, появившихся ранее (как i8080). На практике это означает, что возможно свободно комбинировать операции и операнды, со всем богатством режимов адресации, не задумываясь об ограничениях совместимости конкретной операции и набора операндов. Эта особенность существенно облегчает программирование на ассемблере 68k, в определённой степени приближая его к языкам высокого уровня, а также существенно облегчает создание кода компиляторами.
Инструкции 68k можно разделить на несколько крупных групп:
- Операции с памятью (Load&store — Move.B, Move.W, Move.L);
- Арифметика (Add, Sub, Mul, Div);
- Побитное смещение (влево и вправо, логическое и арифметическое);
- Циклические битовые сдвиги (ROR, ROL, ROXL, ROXR);
- Логические операции (And, Or, Not, EOr);
- Конверсия типов (байт в слово и наоборот);
- Условное и безусловное ветвление (Bra, BCS, BEq, BNE, BHI, BLO, BMI, BPL, etc.);
- Вызов подпрограмм и возврат из них (BSR, RTS);
- Управление стеком (push, pop);
- Вызов и обработка прерываний;
- Обработка ошибок и исключений.

## Процессоры семействаMotorola68k
- Первое поколение

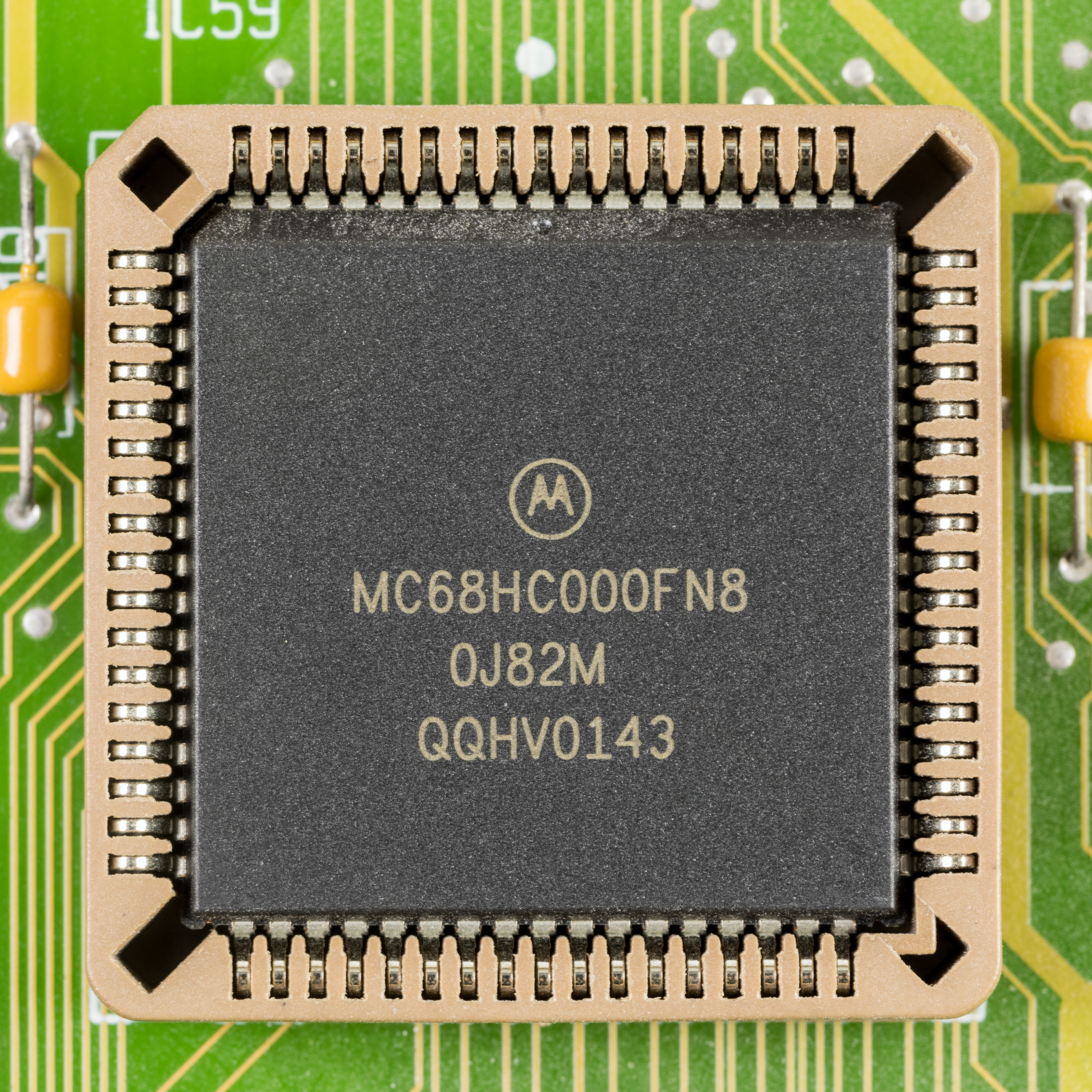

- - Motorola 68000 — 32-разрядная архитектура, но 16-разрядное АЛУ; 68000 транзисторов; 16-битная шина данных/24-битная шина адресов; частота 8-16 МГц; 64 или 68 контактов.
    - DIP версии
      - Motorola 68000L
      - Motorola 68000L8
      - Motorola 68HC000P8
      - Motorola 68000P8
      - Motorola 68000P12
      - Motorola 68000P12F
      - Motorola 68HC000P12F

    - PGA версии
      - Motorola 68HC000RC10
      - Motorola 68000R12

    - PLCC версии
      - Motorola 68000FN8
      - Motorola 68HC000FN8
      - Motorola 68000FN10
      - Motorola 68HC000FN12
      - Motorola 68HC000FN12F
      - Motorola 68EC000FN16
      - Motorola 68HC000FN16

  - Motorola 68008 — 32-разрядная архитектура, но 16-разрядное АЛУ; 70000 транзисторов; 8-битная шина данных/20-битная шина адресов; частота 8-10 МГц; 48 контактов.
  - Motorola 68010 — 32-разрядная архитектура, но 16-разрядное АЛУ; усовершенствование MC68000; 84000 транзисторов; 16-битная шина данных/24-битная шина адресов; частота 8-12 МГц; 64 или 68 контактов.
  - Motorola 68012
- Второе поколение (полностью 32-разрядное ядро)

- - Motorola 68020
  - Motorola 68EC020
  - Motorola 68030
  - Motorola 68EC030
- Третье поколение (конвейерные)

- - Motorola 68040
  - Motorola 68EC040
  - Motorola 68LC040

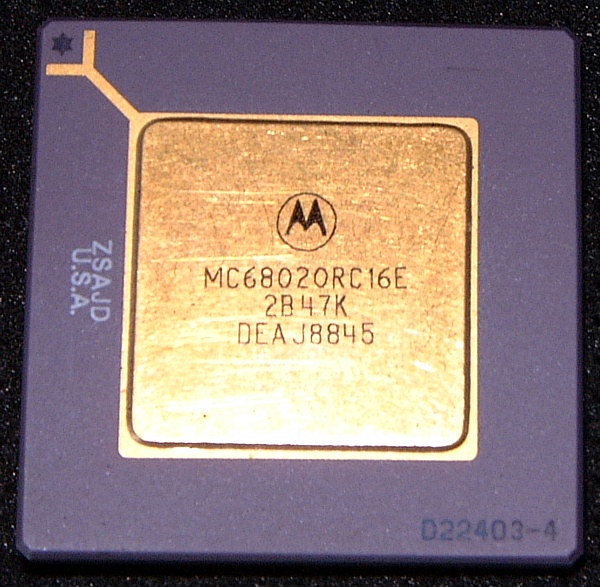
Motorola 68020

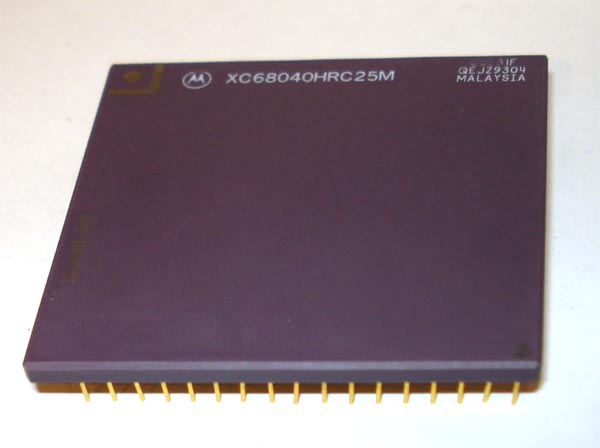
Motorola 68040

- Четвёртое поколение (суперскалярные)

- - Motorola 68060
  - Motorola 68EC060
  - Motorola 68LC060
- Семейства — потомки m68k

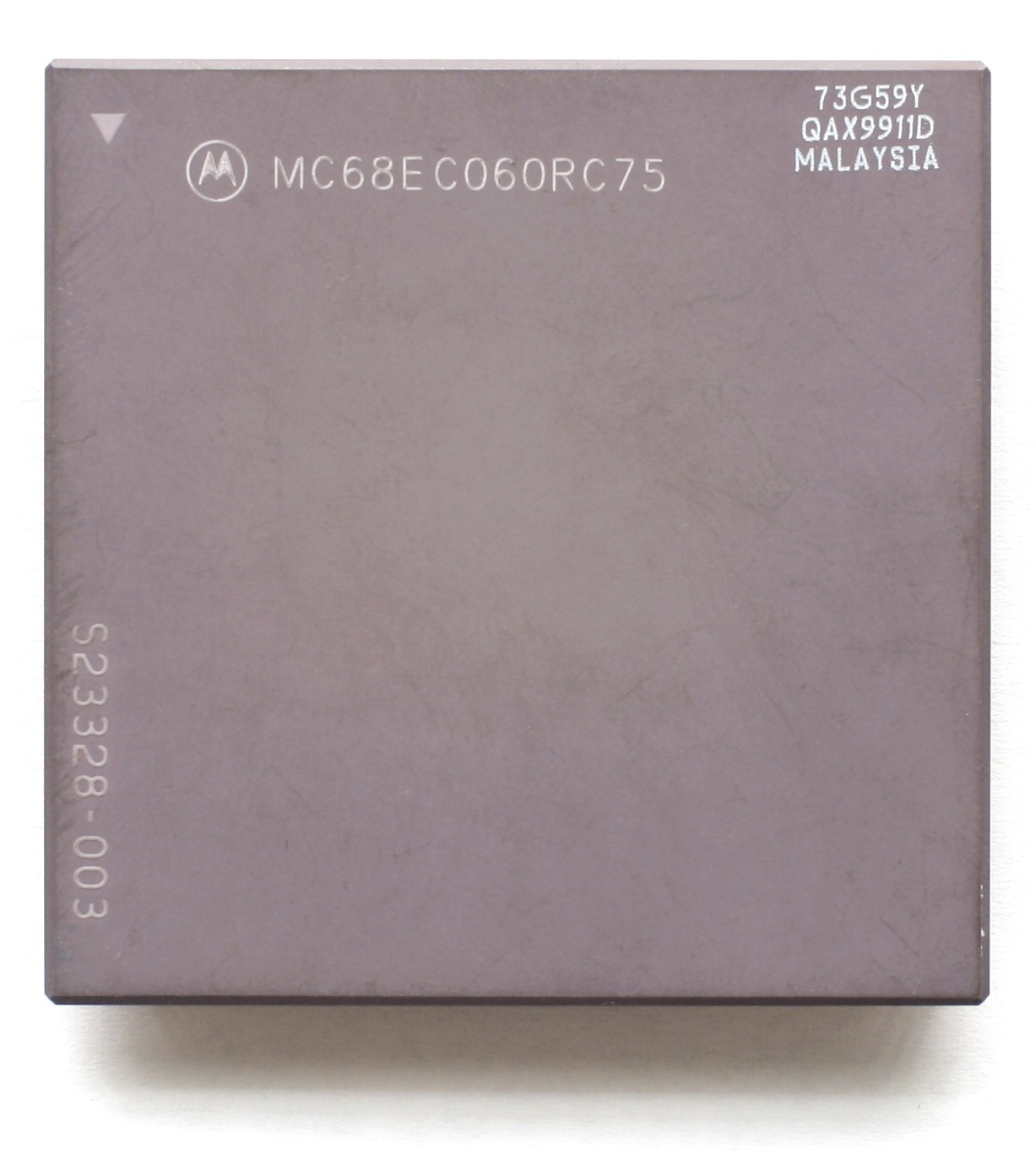
Motorola MC68EC060

  - Motorola CPU32 (также известны как Motorola 68330)
  - Motorola 68360 (также известны как QUICC)
  - ColdFire
  - Motorola DragonBall

## Компьютеры, основанные на этих процессорах

### Amiga
- Компьютеры на базе чипсета OCS
- Компьютеры на базе чипсета ECS
- Компьютеры на базе чипсета AGA
- Открытое аппаратное обеспечение Minimig и др. подобные проекты

### Apple
- Lisa/Lisa 2/Mac XL
- Компьютеры серии Macintosh / Macintosh SE / Macintosh II
- Компьютеры серии Perfoma
- Компьютеры серии PowerBook
- Компьютеры серии Apple Workgroup Server

### Atari
- Atari ST (68000)
- Atari Falcon (68030)

### Sharp
- Sharp X68000

### Sinclair Research
- Sinclair QL

### SUN
- Sun-1
- Sun-2
- Sun-3
- Sun-3x

### Советские компьютеры
- Беста (68020)

## Игровые системы (телевизионные приставки и автоматы), основанные на этих процессорах

### Sega
- Genesis/Genesis II/Mega Drive/Mega Drive II (68000)
- Mega-CD (68000)
- Nomad (68000)

### SNK
- Neo Geo AES (68000)
- Neo Geo MVS (68000)

### Atari
- Jaguar (68000)

### Capcom
- CPS (Capcom play system) (68000)
- CPSC (Capcom power system changer) (68000)

### Funtech/Dunhuang Technology
- Super A’Can (68000)

## Эмуляторы
Существуют программные эмуляторы как процессоров семейства MC68k,
так и конкретных систем, построенных на их основе:
- EASy68K
- ide68k